# Mesotype subtuslineata
Mesotype subtuslineata là một loài bướm đêm trong họ Geometridae.